# Erstausgabe

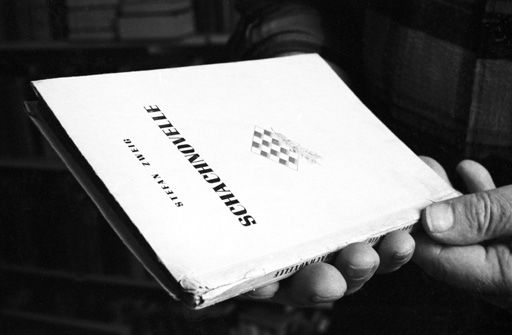
Georg P. Salzmann hält eine Erstausgabe der Schachnovelle von Stefan Zweig in seinen Händen

Erstausgabe (meist lateinisch editio princeps; Plural: editiones principes) ist ein Fachbegriff der Editionsphilologie und des Buchwesens, der die zeitlich erste gedruckte Ausgabe eines Textes, in erweiterter Verwendung auch die eines musikalischen oder graphischen Werkes bezeichnet. In Literaturverzeichnissen etc. wird hierfür auch die Abkürzung EA verwendet. Insbesondere bei Inkunabeln und Frühdrucken wird die Erstausgabe auch als Urdruck bezeichnet.

## Terminologische Abgrenzungen

### Ausgabe erster Hand
Eine unter Beteiligung des Autors entstandene, „autorisierte“ Erstausgabe wird auch als Ausgabe erster Hand bezeichnet, Den Gegenbegriff bildet die Ausgabe letzter Hand, die letzte unter Beteiligung des Autors entstandene Druckausgabe seines Werks.

### Editio princeps
In der klassischen Philologie, der Editionswissenschaft, den Grundwissenschaften und der Geschichtswissenschaft ist international der Ausdruck editio princeps üblich, um die zeitlich erste gedruckte Ausgabe eines Werkes zu bezeichnen. Für Ausgaben antiker und mittelalterlicher Werke haben diese oft aus der Frühen Neuzeit stammenden Ausgaben oft einen eigenständigen Wert als Textzeugen, da sie meist auf heute verlorenen Handschriften beruhen (s. u.).
Der Begriff editio princeps wurde in der Frühen Neuzeit von Herausgebern klassischer Literaturwerke eingeführt und meinte dann entweder im heute üblichen Verständnis die zeitlich erste gedruckte Veröffentlichung eines solchen Werks (im Sinne von Erstausgabe) oder aber abweichend vom heutigen Verständnis die gegebenenfalls erst später erschienene, in der kritischen Bearbeitung des Textes vorzüglichste Druckausgabe (im Sinne von editio optima).
Die Bedeutung „erste gedruckte Ausgabe“ ist für den Begriff editio princeps in den philologischen Wissenschaften weithin vorherrschend geblieben und wird für antike, mittelalterliche und neuzeitliche Werke gleichermaßen verwendet, speziell bei autorisierten Ausgaben von Werken der Frühen Neuzeit oder jüngeren Vergangenheit dann auch als Gegenbegriff zu Ausgabe letzter Hand. Die abweichende Bedeutung „philologisch beste Ausgabe“ hat demgegenüber eine vergleichsweise randständige Rolle gespielt, wurde in jüngerer Zeit aber in der Textkritik der Bibel von John van Seters und hieran anknüpfend in der Ugaritistik von Oswald Loretz und Manfried Dietrich programmatisch wiederbelebt.
Speziell in der juristischen Fachsprache des deutschen Urheberrechts hat sich im 20. Jahrhundert eine engere Sonderbedeutung etabliert, siehe Editio princeps (Urheberrecht): „erste Veröffentlichung eines Werkes, dessen Urheberschutz bereits abgelaufen ist“.

### Erstausgabe und Erstdruck
In der germanistischen Bücherkunde wird im Anschluss an Paul Raabe zuweilen ein engeres Verständnis von Erstausgabe und editio princeps postuliert: diese Begriffe sollen der ersten gedruckten Veröffentlichung eines Werks in gebundener Buchform vorbehalten werden, während ein gegebenenfalls vorhergehender unselbständiger Abdruck oder Vorabdruck in einer Zeitschrift oder auch eine vorhergehende Taschenbuchausgabe hiervon als Erstdruck unterschieden werden soll. In der Regel wird jedoch die erste gedruckte Veröffentlichung, sofern es sich nicht nur um den Vorabdruck eines Auszugs handelt, gleichbedeutend als Erstausgabe, editio princeps oder Erstdruck bezeichnet, unabhängig von der Frage der Selbständigkeit der Veröffentlichung und der Art des Einbandes.
Bei der Untersuchung der Exemplare einer Erstausgabe sind manchmal mehrere Auflagen zu berücksichtigen. Besonders bei illustrierten, druckgraphischen oder in Notenschrift gestochenen musikalischen Werken kann es überdies erforderlich sein, auch zwischen verschiedenen Abzügen einer Auflage zu unterscheiden, die jeweils auf der gleichen Druckform beruhen, aber dennoch Unterschiede auf der Titelseite oder im Inneren der Ausgabe aufweisen. Die Begriffe Erstausgabe (editio princeps) und Erstdruck beziehen sich normalerweise nur auf die erste Auflage eines Werks, also traditionell das erste Tausend, nicht auf Folgeauflagen. Bei differierenden Abzügen der ersten Auflage können sie sich unter Umständen nur auf die Exemplare des Erstabzuges beziehen.

### Handschriftliche erste Ausgabe
Der Begriff editio war bereits lange Zeit vor der Erfindung des Buchdrucks für handschriftliche Textfassungen eingeführt und wurde dann in der christlichen Literatur besonders für die unterschiedlichen Bearbeitungs- und Übersetzungsfassungen des Bibeltextes verwendet, die Origenes in der Hexapla zusammengestellt hatte und die dann von Hieronymus auch als erste bis sechste gezählt wurden. In der Zählung aufeinanderfolgender Bearbeitungsversionen, die ein Autor oder Herausgeber von seinem Werk publiziert, lebt diese Tradition in Phrasierungen wie prima, secunda editio bzw. heute „erste, zweite (überarbeitete) Ausgabe/Auflage“ bis heute auch unter den Bedingungen des Buchdrucks weiter. Speziell die Begriffe Erstausgabe und editio princeps beziehen sich jedoch per definitionem nur auf die erste gedruckte Ausgabe eines Werkes, während sie für die handschriftliche erste Ausgabe eines Textes (handschriftliche Ausgabe erster Hand) im Allgemeinen nicht verwendet werden.

## Stellenwert der Erstausgabe
Bei Sammlern und Bibliophilen werden Erstausgaben im Allgemeinen besonders hoch geschätzt und gehandelt, teilweise aus ideellen Gründen, aber auch aus materiellen speziell dann, wenn ein erfolgreiches Werk mehrfach und in hoher Auflagenzahl nachgedruckt wurde, sodass vergleichsweise weniger Exemplare der Erstausgabe bzw. ersten Auflage verfügbar sind. Dies ist insbesondere dann der Fall, wenn es sich um das erste Werk eines zunächst noch unbekannten Autors handelte und daher nur eine kleine Erstauflage gedruckt wurde, weil der spätere Erfolg nicht absehbar war.
In der Editionsphilologie hängt ihr Stellenwert von der Überlieferung und der editorischen Zielsetzung ab. Bei nachgelassenen Werken mit einer handschriftlichen Tradition hat die erste gedruckte Ausgabe, aber auch jede spätere, für die Editionsphilologie dann einen besonderen Stellenwert, wenn sie auf einer oder mehreren seither verlorenen Handschriften beruht, sofern diese nicht erweislich nur auf Abschrift noch verfügbarer Vorlagen zurückgehen, sondern für die Klärung der Textgeschichte (und des stemma codicum) von Bedeutung sein können. Erstausgaben, die bereits unter Beteiligung des Autors zustande kamen (Ausgaben erster Hand) haben dagegen zumindest bei Werken der Literatur und Dichtung herkömmlich einen besonders hohen Stellenwert in der auf den Autor und die Genese seines Werkes fokussierten Textkritik, während in der auf die Wirkungs- und Rezeptionsgeschichte ausgerichteten Forschung auch spätere und postume Ausgaben im Vordergrund stehen können.

## Bibliographien von Erstausgaben

### Deutsche Literatur
- Gero von Wilpert, Adolf Gühring: Erstausgaben deutscher Dichtung. Eine Bibliographie zur Deutschen Literatur. Alfred Kröner Verlag, Stuttgart 1967; 2. Auflage. ebenda 1992, ISBN 3-520-80902-8 (Beide Auflagen sind wichtig, da in der zweiten rund 100 Autoren fehlen, die nur in der ersten zu finden sind)
- Leopold Hirschberg: Der Taschengoedeke, Band 1 und 2. Deutscher Taschenbuchverlag, München 1970.
- Lothar Brieger: Ein Jahrhundert Deutscher Erstausgaben. Die wichtigsten Erst- und Originalausgaben von etwa 1750 bis etwa 1880. Julius Hoffmann Verlag, Stuttgart 1925.

### Angelsächsische Literatur
- R. B. Russell (Hg.): Guide to first edition prices. Tartarus, Heathfield 1999 ff., ISBN 1-872621-45-7
- Guide to first edition prices. Tartarus Press, Horam, East Sussex 1996 ff. ZDB-ID 1385768x